# 钢的琴
《钢的琴》（The Piano in a Factory）是一部2010年的中国剧情片。由张猛执导，王千源和秦海璐主演。影片监制是韩国导演郭在容，韩国演员張伸瑛也参与演出。影片于2011年7月15日在中国大陸公映，並于2010年和2011年获得了多个国际电影节的奖项。

## 剧情简介
故事背景为1990年代初辽宁的某个小镇。
陈桂林是个即将离婚的落魄东北汉子，老婆移情别恋跟了大款，为了同妻子离婚时争夺喜欢音乐的女儿小元的抚养权（女儿表示谁给她买一架钢琴，她就跟谁）。他借钱借不到，偷琴却被抓，最后在退役小偷、全职混混、江湖大哥、猪肉王子这些落魄兄弟们的帮助下，他们用一家废旧的工厂里的钢铁为女儿打造出一架钢质的钢琴的故事。透过小人物们的幽默与艰辛，展露出一段感人至深的亲情、友情和激情。

## 演员表
| 演员   | 角色       | 备注                                         |
| 王千源 | 陈桂林     | 东北汉子，铸钢厂下岗工人，文艺剧团的手风琴手 |
| 秦海璐 | 淑嫺       | 陈以前铸钢厂同事，情人，文艺剧团歌手         |
| 張伸瑛 | 小菊       | 陈的老婆，后来跟了一个卖假药的男人           |
| 田雨   | 抗美       | 陈以前铸钢厂同事、髮小                       |
| 罗二羊 | 季哥       | 陈以前铸钢厂同事、江湖大哥                   |
| 周奎   | 大刘       | 陈以前铸钢厂同事、髮小、猪肉王子             |
| 国永振 | 快手       | 陈以前铸钢厂同事、退役小偷                   |
| 刘谦   | 胖头       | 陈以前铸钢厂同事、全职混混                   |
| 张惠志 | 陈父       | 陈桂林进铸钢厂接班时退休                     |
| 项燕   | 二姐       | 下岗后，开了个理发店                         |
| 许江宁 | 二姐夫     | 木匠活出身                                   |
| 刘星禹 | 小元       | 陈桂林与小菊的女儿                           |
| 王早来 | 汪工       | 陈以前铸钢厂领导、曾留苏、退休工程师         |
| 张亚茜 | 安昌业     | 胖头的准女婿                                 |
| 王玥   | 培训班老师 | 之一                                         |

## 制作

### 拍摄缘由
从中央戏剧学院毕业回到老家的张猛，在父亲曾经工作过的铁岭评剧团里，他发现了一架破旧不堪的钢琴。“钢琴的表面烤漆已经完全裂开了，琴键一按下去就弹不起来，但还能发出些声音，像是一个过去时代的纪念品。”父亲告诉了他这架古怪的钢琴的来历—1970年代买不起钢琴的剧团为了让大家演样板戏，就动员大家一起动手自造一架钢琴。
另一个灵感来源：“有一次，我帮朋友搞装修，跑到了老家的钢材市场，发现这里开铺子的都是老工厂的失业工人。从车钳到铆焊，每个人干着不同的工种，还像工厂里一样的流水化作业。”于是导演就想用陈桂林这个角色和他身边的亲人、朋友这些形形色色的人物，来表现东北老工业区社会底层民众的生存状态、心理活动和精神面貌。

### 片名与困难
主要拍摄地是鞍山和辽阳之间的一个老拖拉机厂。
拍摄过程中遇到过很多问题，尤其是资金短缺，拍摄到后来最困难时买不起胶片，于是很多胶片都是从《最爱》剧组借的，因为两个拍摄地离得很近。最后在得到上海电影节25万元创投基金的支持和好友秦海璐以出品人的身份拔刀相助下，最终该片得以摄制完成。
关于片名，张猛透露了创作初始的想法：“关于钢琴的一个故事么，我最开始想就叫‘钢琴’，后来我想中间加个‘的’，因为有种分离的感觉，一个钢，一个琴。后来，我们就真在剧本里做了这样一架钢的琴，是用钢来做的一架琴，所以《钢的琴》这个片名就很符合制作钢琴的那样一种感觉了，就很贴切。”本片在国内上映前遭到片方要求“改名”的问题，因为片方认为给片子起个更加商业化的名字有助于提高票房，不过最终在导演的坚持下没有更改。

## 获奖与提名（电影版）
| 获奖与提名                   | 获奖与提名         | 获奖与提名 | 获奖与提名 |
| 评奖名称                     | 奖项               | 获得者     | 结果       |
| ---------------------------- | ------------------ | ---------- | ---------- |
| 第23届东京国际电影节         | 金麒麟奖           | 张 猛      | 提名       |
| 第23届东京国际电影节         | 最佳男演员         | 王千源     | 获奖       |
| 第28届迈阿密国际电影节       | 最佳国际影片       | ——         | 获奖       |
| 第18届北京大学生电影节       | 艺术探索奖         | ——         | 获奖       |
| 第14届上海国际电影节传媒大奖 | 最佳影片           | ——         | 获奖       |
| 第14届上海国际电影节传媒大奖 | 最佳导演           | 张 猛      | 获奖       |
| 第14届上海国际电影节传媒大奖 | 最佳男演员         | 王千源     | 获奖       |
| 第14届上海国际电影节传媒大奖 | 最佳女演员         | 秦海璐     | 获奖       |
| 第14届中国电影华表奖         | 优秀故事片         | ——         | 获奖       |
| 第14届中国电影华表奖         | 优秀女演员         | 秦海璐     | 提名       |
| 第14届中国电影华表奖         | 优秀新人导演       | 张 猛      | 获奖       |
| 第14届中国电影华表奖         | 优秀编剧           | 张 猛      | 提名       |
| 第28届中国电影金鸡奖         | 最佳影片           | ——         | 提名       |
| 第28届中国电影金鸡奖         | 评委会特别奖       | ——         | 获奖       |
| 第28届中国电影金鸡奖         | 最佳导演           | 张 猛      | 提名       |
| 第28届中国电影金鸡奖         | 最佳编剧           | 张 猛      | 提名       |
| 第28届中国电影金鸡奖         | 最佳男主角         | 王千源     | 提名       |
| 第28届中国电影金鸡奖         | 最佳女主角         | 秦海璐     | 提名       |
| 第48届台湾电影金马奖         | 最佳影片           | ——         | 提名       |
| 第48届台湾电影金马奖         | 国际影评人费比西奖 | ——         | 获奖       |
| 第48届台湾电影金马奖         | 最佳导演           | 张 猛      | 提名       |
| 第48届台湾电影金马奖         | 最佳编剧           | 张 猛      | 提名       |
| 第48届台湾电影金马奖         | 最佳男主角         | 王千源     | 提名       |
| 第48届台湾电影金马奖         | 最佳女主角         | 秦海璐     | 提名       |
| 第48届台湾电影金马奖         | 最佳摄影           | 周书豪     | 提名       |
| 第48届台湾电影金马奖         | 最佳原创音乐       | 吴泳默     | 提名       |
| 第3届中国电影导演协会奖      | 最佳影片           | ——         | 提名       |
| 第3届中国电影导演协会奖      | 最佳男演员         | 王千源     | 提名       |
| 第3届中国电影导演协会奖      | 最佳女演员         | 秦海璐     | 提名       |
| 第3届中国电影导演协会奖      | 优秀电影剧本       | 张 猛      | 获奖       |